# Franciszek Otto

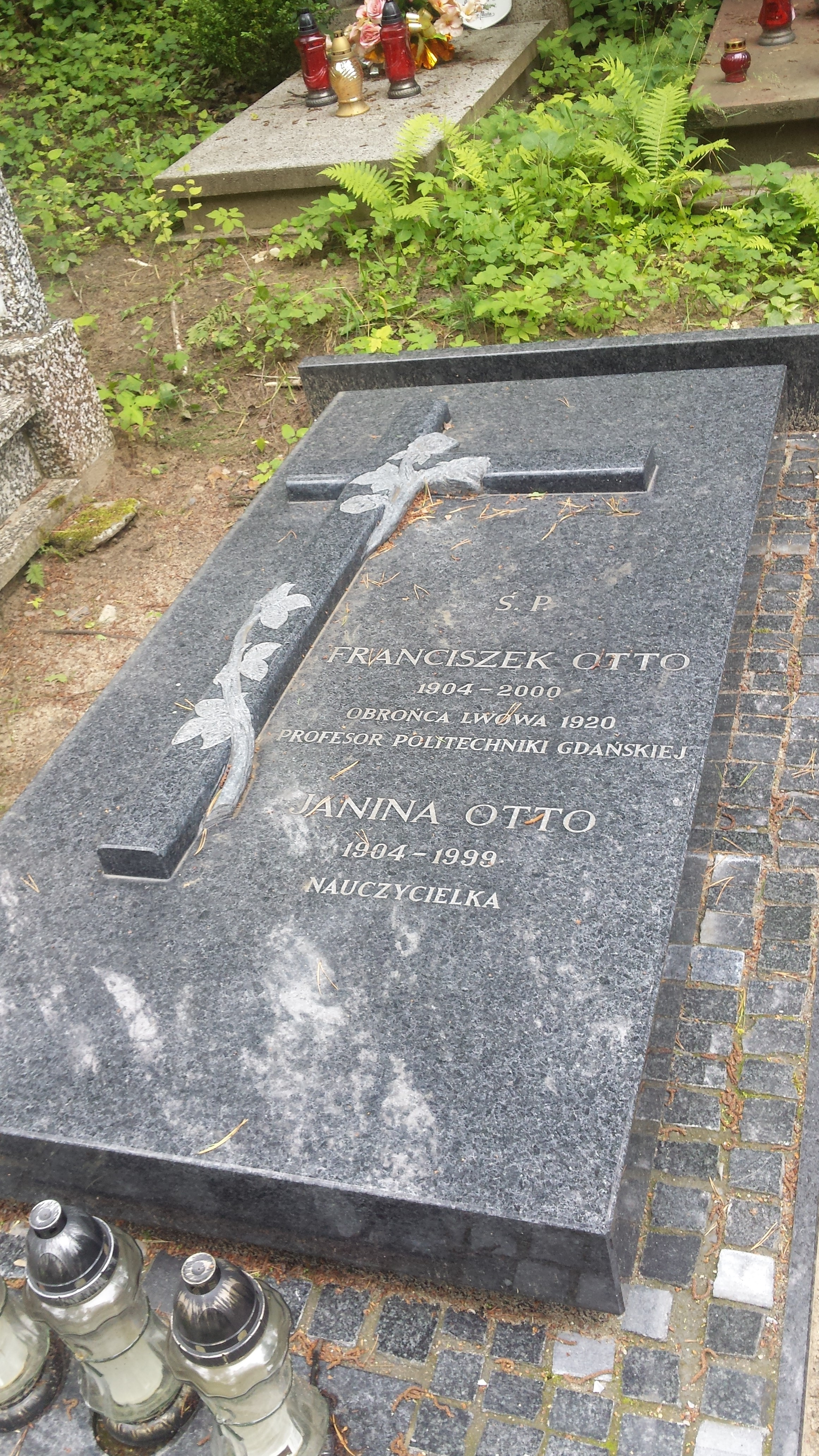
Grób prof. Franciszka Otto na Cmentarzu Srebrzysko w Gdańsku

Franciszek Otto (ur. 4 października 1904 we Lwowie, zm. 22 września 2000 w Gdańsku) – polski inżynier, wykładowca Politechniki Lwowskiej, profesor Politechniki Gdańskiej, dziekan Wydziału Architektury, specjalista z geometrii wykreślnej.

## Życiorys
Absolwent VIII Gimnazjum Realnego im. Jana Śniadeckiego w 1921 we Lwowie. Żołnierz wojny polsko-bolszewickiej – obrońca Lwowa w 1920. Absolwent Wydziału Mechanicznego Politechniki Lwowskiej w 1927. W 1927-1941 pracował na Politechnice Lwowskiej. Został asystentem w Katedrze Geometrii Wykreślnej prof. Kazimierza Bartla. Od 1938 do 1939 był asystentem na Uniwersytecie Jana Kazimierza we Lwowie. W okresie okupacji niemieckiej Lwowa urzędnik w Izbie Przemysłowo-Handlowej. W lipcu 1944 wyjechał ze Lwowa, w styczniu 1945 przebywał w Lublinie. 30 stycznia 1945 otrzymał nominację na delegata Ministerstwa Oświaty – Departamentu Szkół Wyższych do spraw Politechniki Gdańskiej. Od kwietnia 1945 w Gdańsku. Od 5 kwietnia 1945 do 31 sierpnia 1945 współorganizator Politechniki Gdańskiej.
Od jesieni 1945 był wykładowcą Politechniki Gdańskiej. W 1945 został mianowany zastępcą profesora, w 1949 profesorem nadzwyczajnym a w 1972 profesorem zwyczajnym. W latach 1952–1954 i 1964-1969 był dziekanem Wydziału Architektury Politechniki Gdańskiej. Od 1951 do 1952 był prorektorem Wieczorowej Szkoły Inżynierskiej w Gdańsku. W 1948-1956 pracował jako nauczyciel geometrii wykreślnej na kursach dla nauczycieli szkół średnich w Gdańsku. Wykładowca w: Państwowej Wyższej Szkole Sztuk Plastycznych w Gdańsku od 1946 do 1976, w Wyższej Szkole Pedagogicznej od 1947 do 1948, nauczyciel w Gdańskich Technicznych Zakładach Naukowych w Gdańsku od 1946 do 1948. Profesor kontraktowy Politechniki Szczecińskiej od 1957 do 1963. Na emeryturze od 1975.
Od 1955-1988 był redaktorem naczelnym Zeszytów Naukowych Politechniki Gdańskiej. W latach 1966–1971 prowadził wykłady w ramach Politechniki Telewizyjnej. Doktor honoris causa Politechniki Gdańskiej (1985). Był autorem, współautorem publikacji z dziedziny geometrii wykreślnej i rzutowej, perspektywy malarskiej, historii PG. Promotor 6 doktoratów. Wraz z bratem Edwardem Otto autor pierwszego polskiego podręcznika z geometrii wykreślnej – Podręcznik geometrii wykreślnej – (4 wydania).
Bratem Franciszka Otto był Edward – profesor Politechniki Warszawskiej.
Pochowany na Cmentarzu Srebrzysko w Gdańsku (rejon IX, kwatera profesorów-2-25).

## Ordery i odznaczenia
- Brązowy medal „Za długoletnią służbę” (1938)
- Medal „Za Odrę, Nysę i Bałtyk” (1945)
- Krzyż Kawalerski Orderu Odrodzenia Polski (1957)
- Krzyż Oficerski Orderu Odrodzenia Polski (1966)
- Odznaka honorowa „Zasłużonym Ziemi Gdańskiej” (1967)